# Il-40 (航空機)
Il-40
- 用途：攻撃機
- 製造者：イリユーシン設計局
- 初飛行：1953年3月7日
- 生産数：7機
- 運用状況：試作のみ

イリューシン Il-40（NATOコードネーム：ブローニー、Brawny）は、ソビエト連邦で開発されたジェットエンジン装備の試作地上攻撃機（シュトゥルモヴィーク）である。

## 概要
1952年1月にイリューシンは政府に双発ジェットエンジンの地上攻撃機の提案を送付し、その結果試作機を製造した。Il-40の最初の試作機は後退翼にツマンスキー RD-9を内蔵したエンジンポッドを胴体の横に置くという普通の配置であった。コックピット、燃料タンクやその他幾つかの脆弱な電子機器と無線機といったものを含む主構造部は装甲殻で覆われ、コックピットは防弾ガラスでも守られ射出座席に座った操縦士と銃手を全方向から防御していた。
Il-40 は1953年3月7日に初飛行をした。テスト飛行では、滑走時の酷い操安性と横滑り時に発砲すると常にエンジン停止や排出ガス温度（EGT、Exhaust Gas Temperature）が高温になること以外は深刻な欠点は見られなかった。試作2号機のIl-40Pではこれらの問題の対処がなされた。エンジンの空気吸入口は銃口より前の機体最前部まで伸ばされ、首輪の位置を前に出すことにより降着装置のホイールベースを延長した。
2機の試作機と5機のIl-40Pが完成されたところで製造は中止された。これはソ連空軍が戦術核兵器を導入し、そのコンセプトが時代遅れであると判断し攻撃機というものを廃止したためであった。生産中止の命令が発せられた時には5機の量産機が飛行前のテストを実施している最中であったが、全ての機体と生産治具はスクラップにされた。

## 派生型
- Il-40：最初の試作機
- Il-40P：試作2号機と5機の量産機
- Il-40K (korrektirovshchik) ：砲兵観測機, ガラス張りの機首に観測航法士を乗せた3座型
- Il-40T (torpedonosets) ：雷撃機, 照準用の平面ガラスを持った機首に航法士を乗せた3座型
- Il-42：1960年代に復活したIl-40のコンセプト、競合したスホーイ T-8（スホーイ Su-25の試作機）の前に敗退
- Il-102：近代的なアビオニクスを備えたIl-40/Il-42の最終型、同様にスホーイ T-8 の前に敗退

## 要目（Il-40）
（The Osprey Encyclopedia of Russian Aircraft 1875-1995による。）
- 乗員：2名
- 全長：17.0 m (55 ft 9¼ in)
- 全幅：16.9 m (55 ft 5⅜ in)
- 翼面積：47.6 m² (512 ft²)
- 翼面荷重：315 kg/m² (64.5 lb/ft²)
- 空虚重量：8,500 kg (18,750 lb)
- 運用重量：15,000 kg (33,000 lb)
- エンジン：2 × ツマンスキー RD-9 ターボジェット, 19.565 kN (4,750 lbf)
- 最大速度：964 km/h (521 knots, 599 mph)
- 巡航高度：11,600 m (38,000 ft)
- 航続距離：1,000 km (539 NM, 620 mi)
- 武装：
  - 前方（胴体下）：4 × NR-23 23 mm機関砲
  - 後方（遠隔操作銃塔）: 2 × NR-23 23 mm機関砲
  - 爆弾：主翼に4つの爆弾槽、主翼下に6つのハードポイント